# Згурський Андрій Валентинович
Андрій Валентинович Згурський (9 серпня 1964 — 1 вересня 2003) — український розвідник, полковник, доцент, кандитат технічних наук, син політичного діяча Валентина Згурського.

## Біографія

Могила Андрія Згурського та його родини, Байкове кладовище

Народився 9 серпня 1964 року. Був співробітником Головного розвідувального управління Міністерства оборони України, Військовим аташе України в Прибалтійських республіках.

Меморіальна дошка на честь Згурського А. В. на будинку у Києві, де він жив (вул. Саксаганського, 99)

Жив в Києві на вулиці Саксаганського, 99. Загинув в автокатастрофі 1 вересня 2003 року на трасі між селами Музичами і Новосілками біля Києва. Автомобіль «Мерседес», яким він керував, виїхав на зустрічну смугу і зіткнувся з автомобілем «Жигулями». Похований разом із родиною на Байковому кладовищі (ділянка № 52а).

## Вшанування пам'яті
В Києві, на вулиці Саксаганського, 99, де в 1989–2003 роках жив Андрій Згурський, встановлено бронзову меморіальну дошку, барельєф.